# Jacob Perreault
Jacob Perreault (né le 15 avril 2002 à Montréal, dans la province de Québec au Canada) est un joueur professionnel canadien de hockey sur glace. Il évolue au poste de ailier droit. Il est le fils de l'ancien joueur de hockey de la LNH Yanic Perreault.

## Biographie
Il est choisi au premier tour, en 27e position par les Ducks d'Anaheim lors du repêchage d'entrée dans la LNH 2020.
Le 7 mars 2024, il est échangé aux Canadiens de Montréal contre Jan Myšák. 
Le 6 décembre 2024 Jacob Perreault a été échangé aux Oilers d'Edmonton en retour du défenseur Noel Hoefenmayer   

## Statistiques
| Saison    | Équipe             | Ligue |    | Saison régulière | Saison régulière | Saison régulière | Saison régulière | Saison régulière |   | Séries éliminatoires | Séries éliminatoires | Séries éliminatoires | Séries éliminatoires | Séries éliminatoires |
| Saison    | Équipe             | Ligue | PJ | B                | A                | Pts              | Pun              | PJ               | B | A                    | Pts                  | Pun                  |                      |                      |
| 2018-2019 | Sting de Sarnia    | LHO   | 63 | 30               | 25               | 55               | 54               | 4                | 1 | 1                    | 2                    | 2                    |                      |                      |
| 2019-2020 | Sting de Sarnia    | LHO   | 57 | 39               | 31               | 70               | 40               | -                | - | -                    | -                    | -                    |                      |                      |
| 2020-2021 | Gulls de San Diego | LAH   | 27 | 3                | 14               | 17               | 29               | -                | - | -                    | -                    | -                    |                      |                      |
| 2021-2022 | Ducks d'Anaheim    | LNH   | 1  | 0                | 0                | 0                | 0                | -                | - | -                    | -                    | -                    |                      |                      |
| 2021-2022 | Gulls de San Diego | LAH   | 55 | 14               | 23               | 37               | 62               | 2                | 0 | 1                    | 1                    | 0                    |                      |                      |
| 2022-2023 | Gulls de San Diego | LAH   | 48 | 8                | 11               | 19               | 44               | -                | - | -                    | -                    | -                    |                      |                      |
| 2023-2024 | Gulls de San Diego | LAH   | 31 | 7                | 11               | 18               | 44               | -                | - | -                    | -                    | -                    |                      |                      |

## Récompenses
- Nommé dans la 1re équipe d'étoiles des recrues de la ligue de hockey de l'Ontario en 2018-2019.